# Huistelefooncentrale

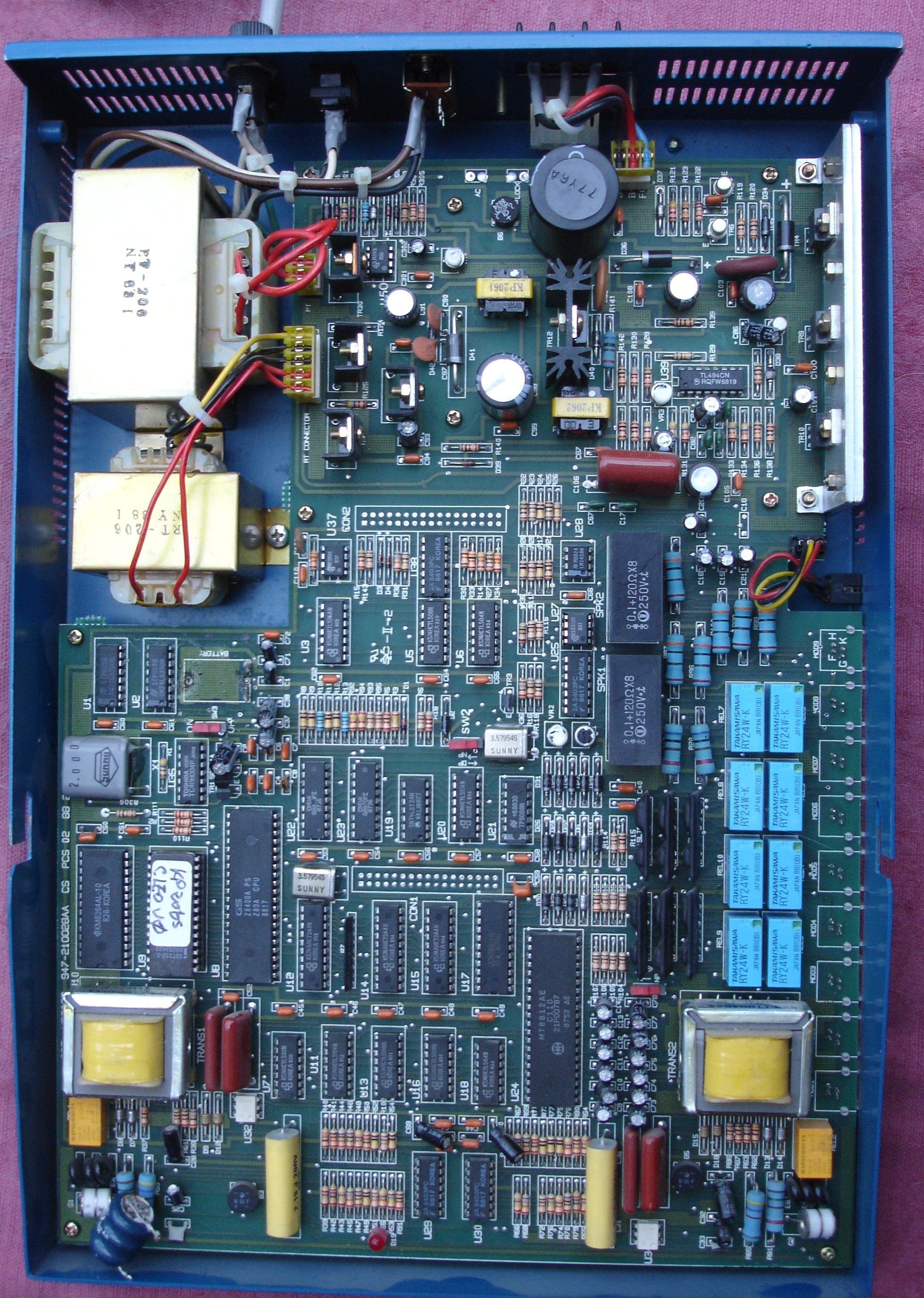
Een huiscentrale voor twee analoge buitenlijnen en 6 binnenlijnen. Het is mogelijk een deurtelefoon en deuropener aan te sluiten. Verder is er een aansluiting voor een cd-speler (of ander muziekapparaat) waarmee men een in de wacht gezet gesprek van muziek kan voorzien.

Een huistelefooncentrale is de algemene naam voor het centrale punt in een woonhuis of klein bedrijf, waarop alle aanwezige telecommunicatieapparatuur wordt aangesloten, een kleine telefooncentrale. Aangesloten apparaten zijn bijvoorbeeld telefoontoestellen, faxen en modems. Huiscentrales worden ook gebruikt om beveiligingsinstallaties (tegen inbraak en brand) en een deurtelefoon op aan te sluiten.
Een huiscentrale voor een groot bedrijf wordt besproken onder PABX.

## Mogelijkheden
De meeste huiscentrales zijn geschikt voor een of twee analoge buitenlijnen of een ISDN-aansluiting. Intern kunnen er 4 à 8 toestellen worden aangesloten. Intern telefoneren geschiedt door het interne nummer (meestal één cijfer) te kiezen.
Om naar buiten te bellen moet meestal eerst een 0 (soms een 9) worden gekozen, waarna opnieuw op een kiestoon moet worden gewacht. Zo'n cijfer om een buitenlijn te kiezen is bij een groot bedrijf (waar meestal intern wordt gebeld) een vanzelfsprekendheid, maar bij een kleine huiscentrale (waar interne gesprekken zeldzaam zijn) wordt dit vaak hinderlijk gevonden. Daarom maken sommige huiscentrales bij het opnemen van de hoorn meteen verbinding met de buitenlijn. Een extern gesprek kan worden doorverbonden door het interne nummer te kiezen, meestal nadat eerst de flash-toets is ingedrukt.
Sommige huiscentrales zijn geschikt voor het aansluiten van een deurtelefoon. Belt er iemand bij de deur aan, dan rinkelt binnen de telefoon. Via de telefoon kan men de bezoeker te woord staan en met een toetscombinatie kan men de deur openen.
De meeste huiscentrales kunnen geprogrammeerd worden. Zo kan men bijvoorbeeld instellen op welke toestellen een extern gesprek binnenkomt en welke toestellen toestemming hebben om naar buiten te bellen. Ook kan men een aantal telefoonnummers programmeren die dan snel gekozen kunnen worden. Dat programmeren geschiedt met een toetscombinatie op een telefoontoestel, maar het kan soms ook door een verbinding met een computer te maken.

## Voeding
Nadeel van een huiscentrale is dat er haast altijd netvoeding nodig is. Het is namelijk vanouds gebruikelijk dat een telefoonaansluiting altijd in werking is, ook bij een stroomstoring. Dat voordeel vervalt bij gebruik van een huiscentrale. Een analoge huiscentrale vangt dit meestal op door bij een stroomstoring een directe verbinding te maken tussen de netlijn en een van de toestellen.

## Toekomst
De huiscentrale wordt momenteel snel verdrongen door TCP/IP-routers die via een breedbandverbinding in verbinding staan met het internet. De klassieke analoge centrales zijn nauwelijks meer nodig, omdat de fax en modem niet veel meer gebruikt worden voor communicatie, en zelfs telefonie steeds vaker door middel van VoIP gerealiseerd wordt.
Huiscentrales voor telefonie zijn op te delen in twee types: de analoge en ISDN-centrales, afhankelijk van het type telefoonaansluiting. Een bekend type huiscentrale is de Quattrovox-serie, die al jarenlang door KPN geïnstalleerd wordt bij ISDN-aansluitingen. Andere bekende huiscentrales zijn die van Tiptel en Siemens (Gigaset).
ISDN stopt vanaf 1 september 2019 in heel België en Nederland.